# SZA
SZA (ˈsɪzə), właśc. Solána Imani Rowe (ur. 8 listopada 1989 w Saint Louis) – amerykańska piosenkarka i autorka tekstów. Urodzona w Saint Louis w stanie Missouri, zaczęła tworzyć muzykę na początku 2010 roku, wydając dwie EPki – See.SZA.Run i S – zanim podpisała kontrakt z hiphopową wytwórnią Top Dawg Entertainment, dzięki której wydała Z, swoją trzecią EPkę i pierwsze wydawnictwo do sprzedaży detalicznej.
Pierwszy studyjny album SZA, Ctrl, został wydany 9 czerwca 2017 roku i spotkał się z powszechnym uznaniem krytyków muzycznych. Zadebiutował na trzecim miejscu na amerykańskiej liście Billboard 200 i ostatecznie otrzymał platynę od Recording Industry Association of America (RIAA). Album i jego piosenki były nominowane do czterech nagród Grammy, a SZA była nominowana do nagrody Best New Artist podczas 60. dorocznej ceremonii. Ctrl został uznany za najlepszy album 2017 roku według Time. W tym samym roku wystąpiła także w przeboju Maroon 5 „What Lovers Do”. W następnym roku współpracowała z Kendrickiem Lamarem przy tworzeniu „All the Stars” do ścieżki dźwiękowej do Czarnej Pantery; piosenka była nominowana do Złotego Globu za najlepszą piosenkę i Oscara za najlepszą oryginalną piosenkę. W 2021 roku jej singiel „Good Days” stał się popularny na platformach streamingowych i stał się jej pierwszym solowym przebojem na liście Top 10 na liście Billboard Hot 100. 9 grudnia 2022 artystka wydała swój drugi album SOS, który odniósł wielki sukces, szczególnie jej utwór „Kill Bill”, który osiągnął pierwsze miejsce na liście Bilboard Hot 100.
SZA to wokalistka neo soul, której muzykę określa się jako alternatywne R&B, z elementami soulu, hip hopu, minimalistycznego R&B, indie rocka, cloud rapu, witch house i chillwave. Piosenki SZA często obracają się wokół tematów seksualności, nostalgii i porzucenia.

## Wczesne życie
Solána Imani Rowe urodziła się 8 listopada 1989 roku w St. Louis w stanie Missouri i wychowała w Maplewood w stanie New Jersey. Jej ojciec był producentem wykonawczym w CNN, a matka w AT&T. Jest córką chrześcijanki i muzułmanina. Ma starszą przyrodnią siostrę Tiffany Daniels i starszego brata Daniela, rapera imieniem Manhattan. Wychowała się jako ortodoksyjna muzułmanka.
To jak wiara w jednego Boga, wszystkie filary islamu i tak dalej i myślę, że są to idee, które nigdy mnie nie opuszczą, mają sens w moim duchu. To sposób, w jaki łączę się z Bogiem; zawsze miało to dla mnie sens. Myślę, że chciałbym nosić hidżab, ale czuję, że nie chcę nosić hidżabu i mówić szalonych rzeczy na scenie i występować w filmikach z Travisem Scottem. Na przykład nie chcę okazywać braku szacunku, ponieważ mam zbyt dużo miłości i szacunku dla religii, dla mojego ojca i dla siebie.
Codziennie po ukończeniu szkoły chodziła do muzułmańskiej szkoły przygotowawczej. Jednak z powodu ataków 11 września Rowe była zastraszana w 7 klasie, co doprowadziło ją do zaprzestania noszenia hidżabu. Rowe uczęszczała do Columbia High School, gdzie była bardzo aktywna w sporcie, w tym gimnastyce i cheerleadingu. Jako studentka drugiego roku znalazła się wśród najlepszych gimnastyczek w Stanach Zjednoczonych.
Po ukończeniu szkoły średniej w 2008 roku Rowe poszła później do trzech oddzielnych college’ów, ostatecznie osiedlając się na Uniwersytecie Stanowym Delaware, aby studiować biologię morską. Ostatecznie rzuciła szkołę w ostatnim semestrze; Jednak natychmiast zaczęła podejmować losowe prace, aby zarabiać pieniądze. Rowe utworzyła swój pseudonim sceniczny od Supreme Alphabet, biorąc pod uwagę rapera RZA z Wu-Tang Clan. Dwie ostatnie litery w jej imieniu oznaczają Zig-Zag i Allah, podczas gdy pierwsza litera S może oznaczać zbawiciela lub suwerena.

## Dyskografia

### Albumy studyjne
| Rok  | Album                                                                                       | Najwyższe pozycje na listach | Najwyższe pozycje na listach | Najwyższe pozycje na listach | Najwyższe pozycje na listach | Najwyższe pozycje na listach | Najwyższe pozycje na listach | Najwyższe pozycje na listach | Najwyższe pozycje na listach | Najwyższe pozycje na listach | Certyfikat                                                                            |
| Rok  | Album                                                                                       | US                           | US R&B/ HH                   | US R&B                       | AUS                          | CAN                          | NLD                          | NZ                           | UK                           | UK R&B                       | Certyfikat                                                                            |
| ---- | ------------------------------------------------------------------------------------------- | ---------------------------- | ---------------------------- | ---------------------------- | ---------------------------- | ---------------------------- | ---------------------------- | ---------------------------- | ---------------------------- | ---------------------------- | ------------------------------------------------------------------------------------- |
| 2017 | Ctrl - Wydany: 9 czerwca 2017 - Wytwórnia: Top Dawg, RCA - Format: CD, LP, digital download | 3                            | 2                            | 1                            | 40                           | 11                           | 58                           | 15                           | 50                           | 11                           | - USA: 3× platynowa płyta - AUS: złota płyta - UK: złota płyta                        |
| 2022 | SOS - Wydany: 9 grudnia 2022 - Wytwórnia: Top Dawg, RCA - Format: digital download, CD, LP  | 1                            | 1                            | 1                            | 1                            | 1                            | 1                            | 1                            | 2                            | 14                           | - USA: 2× platynowa płyta - AUS: złota płyta - UK: złota płyta - POL: platynowa płyta |

### Minialbumy
| Rok                                                     | Album                                                                                             | Najwyższe pozycje na listach | Najwyższe pozycje na listach | Najwyższe pozycje na listach | Najwyższe pozycje na listach | Najwyższe pozycje na listach |
| Rok                                                     | Album                                                                                             | US                           | US R&B/ HH                   | US R&B                       | UK                           | UK R&B                       |
| ------------------------------------------------------- | ------------------------------------------------------------------------------------------------- | ---------------------------- | ---------------------------- | ---------------------------- | ---------------------------- | ---------------------------- |
| 2012                                                    | See.SZA.Run - Wydany: 29 października 2012 - Wytwórnia: wydanie własne - Format: Digital download | –                            | –                            | –                            | –                            | –                            |
| 2013                                                    | S - Wydany: 10 kwietnia 2013 - Wytwórnia: wydanie własne - Format: Digital download               | –                            | –                            | –                            | –                            | –                            |
| 2014                                                    | Z - Wydany: 8 kwietnia 2014 - Wytwórnia: Top Dawg - Format: CD, digital download                  | 39                           | 9                            | 5                            | 197                          | 32                           |
| „–” oznacza, że album nie był notowany na danej liście. |                                                                                                   |                              |                              |                              |                              |                              |

### Single

#### Jako główna artystka
- „Babylon” (gościnnie: Kendrick Lamar) (2014)
- „Child’s Play” (gościnnie: Chance the Rapper) (2014)
- „Drew Barrymore” (2017)
- „Love Galore” (gościnnie: Travis Scott) (2017)
- „The Weekend” (solo lub z Calvinem Harrisem) (2017)
- „All the Stars” (z Kendrickiem Lamarem) (2018) – platynowa płyta w Polsce[32]
- „Broken Clocks” (2018)
- „Garden (Say It Like Dat)” (2018)
- „Power Is Power” (z The Weeknd’em i Travisem Scottem) (2019)
- „The Other Side” (z Justinem Timberlake’iem) (2020)
- „Hit Different” (gościnnie: Ty Dolla Sign) (2020)
- „Good Days” (2020) – złota płyta w Polsce[33]
- „I Hate U” (2021)
- „Shirt” (2022)
- „Kill Bill” (2023) – platynowa płyta w Polsce[32]

#### Jako artystka gościnna
- „Happy Birthday” (Childish Major gościnnie: Isaiah Rashad i SZA) (2016)
- „Lies” (Felix Snow gościnnie: SZA) (2016)
- „Bed (Reenacted)” (APSPDR+ gościnnie: SZA, Nemo Achida i Moruf) (2016)
- „What Lovers Do” (Maroon 5 gościnnie: SZA) (2017) – 2x platynowa płyta w Polsce[34]
- „Homemade Dynamite (Remix)” (Lorde gościnnie: Khalid, Post Malone i SZA) (2017)
- „Just Us” (DJ Khaled gościnnie: SZA) (2019)
- „Kiss Me More” (Doja Cat gościnnie: SZA) (2021) – 2x platynowa płyta w Polsce[32]

#### Single promocyjne
- „Doves in the Wind” (gościnnie: Kendrick Lamar) (2017)

## Trasy koncertowe
- Ctrl the Tour (2017–18)
- The Championship Tour (wraz z artystami wytwórni Top Dawg Entertainment) (2018)
- SOS tour (2023 –)

### Jako support
- Jhené Aiko – Enter the Void Tour (2014)
- Jessie J – Sweet Talker Tour (2015)
- Bryson Tiller – Set It Off Tour (2017)